# Nicki Pedersen
Nicki Pedersen (født 2. april 1977 i Odense og opvokset i Brenderup) er en dansk speedwaykører og tredobbelt verdensmester. Han vandt det individuelle VM i 2003, 2007 og 2008. Han var derudover med til at vinde Hold-VM i speedway i 2006, 2008 og 2012.
Han er den eneste kører, der har været med i ni ud af elleve Grand Prix finaler på et år, og på podiet alle ni gange. I 2003 vandt han verdensmesterskabet, hvor han styrtede i alle Grand Prixerne. Han vandt det Engelske Grand Prix på Millennium Stadium i England, efter at have været styrtet tre gange.
Han vandt 4 Grand Prixsejre i 2007, to af dem med maximum point, mens han i de sidste to kun missede 1 point. Han var med i finalen 9 gange i 11 Grand Prixer og var på podiet hver gang bortset fra det svenske Grand Prix i Målilla.

## Placeringer
- 2002: Samlet nr. 12 i individuelt VM, Danmarksmester, vinder af Europæisk Grand Prix samt sølv VM for hold
- 2003: Samlet Verdensmester i individuelt VM, Danmarksmester, vinder af Britisk Grand Prix samt bronze i VM for hold
- 2004: Samlet nr. 5 i individuelt VM, Sølv i Danmarksmesterskabet samt bronze i VM for hold
- 2005: Samlet nr. 4 i individuelt VM, Danmarksmester samt bronze i VM for hold
- 2006: Samlet nr. 3 i individuelt VM, Vinder af 2 grand prixer, Verdensmester for hold samt Danmarksmester
- 2007: Samlet Verdensmester i individuelt VM, Vinder af det Italienske, Polske, Tjekkiske og Slovenske Grand Prix
- 2008: Samlet Verdensmester i individuelt VM, Vinder af VM for Hold, Dansk mester.
- 2009: Samlet nr. 6 i individuelt VM, Vinder af det Danske mesterskab, svensk holdmester samt vinder af det Polske Grand Prix.
- 2010: Samlet nr. 10 i individuelt VM, 3 grand prixfinaler én podieplacering⇒ (nr. 2) i Prag.
- 2011: Samlet nr. 10 i individuelt VM, 1 grand prixsejr og 3 podieplaceringer i alt.
- 2012: Samlet nr. 2 i individuelt VM, 2 grandprixsejre og vinder af VM for hold.
- 2013: Samlet nr. 5 i individuelt VM, og sølvmedalje vinder i VM for hold.
- 2014: Samlet nr. 3 i individuelt VM, Verdensmester for hold, Samlet nr. 3 i individuelt EM.
- 2015: Samlet nr. 3 i individuelt VM, VM sølv vinder for hold, samlet nr. 2 i individuelt EM. Vinder af det polske, svenske og finske Grand Prix.

## Familie
Nicki Pedersen har 2 børn datteren Mikkeline og sønnen Mikkel.